# Vicente del Bosque
Vicente del Bosque González (Salamanca, 23. prosinca 1950) je bivši španjolski nogometaš poznat po svojim igrama u madridskom Realu gdje je igrao na poziciji zadnjeg veznog. Bio je osam godina izbornik Španjolske izabrane vrste. Jedini je trener koji je osvojio EURO, Mundial i Ligu prvaka. EURO je osvojio 2012. u Ukrajini i Poljskoj, SP 2010. u JAR-u te Ligu prvaka 2000. i 2002. s Real Madridom. S Realom je kao igrač pet puta osvajao Primeru i Kup kralja četiri puta. Tri dana nakon što su Španjolci ispali s Europskog prvenstva u Francuskoj, Del Bosque je najavio svoj odlazak kao izbornik 'Furije'.